# Didrik Sidenius
Didrik Nikolaj Blicher Sidenius (født 12. november 1805 i Skovby på Falster, død 6. april 1853 i København) var en dansk skolelærer og politiker. Sidenius var uddannet lærer på Vesterborg Seminarium fra 1826 og arbejdede som lærer flere steder på Falster indtil 1852 hvor han købte Mejlgård og Sundbygård på Amager. Han var medlem af Folketinget valgt i Maribo Amts 5. valgkreds (Stubbekøbingkredsen) fra 1849 til februar 1853. Han genopstillede ikke ved folketingsvalget 26. februar 1853 og døde 6. april 1853 kort efter valget.